# Ladislau Ritli
Ladislau Ritli (n. 8 iunie 1948, Oradea, România) este un medic și om politic maghiar din România, ministru al sănătății în perioada 2011-2012, în cabinetul Boc (2) și cabinetul Ungureanu.
Născut la Oradea, a studiat la Institutul de Medicină și Farmacie din Timișoara, absolvind în 1981 cu specialitatea pediatrie, iar în 1996 a obținut titlul științific de doctor în cadrul Universității de Medicină și Farmacie Carol Davila din București. A activat apoi în calitate de cadru universitar la Universitatea din Oradea.
În 1997 a fost numit director al Direcției de Sănătate Publică Bihor. În timpul mandatului său, în 2002, la maternitatea din Oradea subordonată acestei direcții, 20 de nou-născuți au decedat în urma unei infecții intraspitalicești, infecție depistată de angajații instituției conduse de Ritli. Ministerul și poliția locală au demarat anchete, iar Ritli a demisionat din funcție până la clarificarea situației. După ce procurorii din Bihor au decis să nu înceapă nicio urmărire penală în acel caz, Ritli a revenit în funcție în 2003.
În 2011 formațiunea politică din care făcea parte, UDMR, l-a propus ca ministru al sănătății în guvernul Emil Boc, în locul lui Attila Cseke. Ritli a venit la conducerea ministerului în condițiile în care sistemul sanitar din țara sa era subfinanțat, o lege privind coplata (un sistem de plată a serviciilor medicale) fiind considerată de el neaplicabilă. În timpul mandatului său ca ministru, s-a elaborat un proiect de lege care prevedea mai multe metode de finanțare, care implica permiterea funcționării companiilor private de asigurări medicale și a pătrunderea pe piață a operatorilor privați de servicii de urgență. După lansarea în dezbatere publică a proiectului, acesta a fost agresiv criticat și acuzat că presupune distrugerea Serviciului Mobil de Urgență Reanimare și Descarcerare, aflat în subordinea Ministerului de Interne. Protestele de stradă ce au urmat s-au soldat cu retragerea proiectului de lege din dezbaterea publică, la cererea președintelui Băsescu.
În cele din urmă, în urma unei greve parlamentare a partidelor de opoziție și a unor tensiuni sociale și politice, guvernul Boc a demisionat. Ritli a fost însă numit din nou ministru al sănătății în guvernul Ungureanu, angajându-se să continue lucrul la elaborarea proiectului de lege a sănătății.
La data de 27 aprilie 2012, Guvernul Ungureanu a fost demis în urma unei moțiuni de cenzură. Ritli a fost înlocuit de independentul Vasile Cepoi începând cu data de 7 mai 2012.